# Henri Mouillefarine
Henri Mouillefarine (1. august 1910 i Montrouge – 21. juli 1994 i Clamart) var en fransk cykelrytter som deltog i de olympiske lege 1932 i Los Angeles.
Mouillefarine vandt en sølvmedalje i banecykling i under OL 1932 i Los Angeles. Han var med på det franske hold som kom på en andenplads i konkurrencen i 4000 meter forfølgelsesløb efter Italien. De andre på holdet var René Le Grevès, Paul Chocque og Amédée Fournier.